# Svenska mästerskapen i längdskidåkning 1935
Svenska mästerskapen i längdskidåkning 1935 arrangerades i Falun.

## Medaljörer, resultat

### Herrar
| Gren              | Guld                                                     | Guld                                                     | Silver             | Silver          | Brons           | Brons          |
| 15 km             | Arthur Häggblad                                          | IFK Umeå                                                 | Torsten Gustafsson | Jokkmokks SK    | Herbert Nenzén  | Kramfors       |
| 30 km             | Lars Theodor Jonsson                                     | Ragunda IF                                               | Karl Lindberg      | Trångsvikens IF | Arthur Häggblad | IFK Umeå       |
| 50 km             | Alfred Lif                                               | Orsa IF                                                  | Arthur Häggblad    | IFK Umeå        | Allan Karlsson  | Skellefteå AIK |
| Stafett 3 x 10 km | IFK Umeå (Thule Persson, Gustaf Jonsson, Artur Häggblad) | IFK Umeå (Thule Persson, Gustaf Jonsson, Artur Häggblad) |                    |                 |                 |                |
| Lagtävling 15 km  | IFK Umeå                                                 | IFK Umeå                                                 |                    |                 |                 |                |
| Lagtävling 30 km  | IFK Umeå                                                 | IFK Umeå                                                 |                    |                 |                 |                |
| Lagtävling 50 km  | Orsa IF                                                  | Orsa IF                                                  |                    |                 |                 |                |

### Damer
| Gren             | Guld                    | Guld            | Silver         | Silver    | Brons           | Brons      |
| 10 km            | Sigrid Nilsson-Wikström | Trångsvikens IF | Stina Wassberg | Valbo AIF | Anna Henriksson | Djurgården |
| Lagtävling 10 km | Trångsvikens IF         | Trångsvikens IF |                |           |                 |            |

### Webbkällor
- Svenska Skidförbundet